# Muhàmmad Txuqi ibn Abd al-Latif
Muhàmmad Txuqi (o Juki) ibn Abd al-Latif fou un príncep timúrida.
Quan el seu pare Abd al-Latif Mirza fou assassinat a Herat el 8 de maig de 1450, Muhàmmad i el seu germà Ahmad ibn Abd al-Latif van fugir en la confusió i no foren perseguits. Els dos germans es van revoltar el 1457 a Balkh però Abu Saïd va marxar cap allí amb el seu exèrcit i els va derrotar. Ahmad va morir a la lluita però Muhàmmad va aconseguir fugir.
El 1462 es va tornar a revoltar a Xahrukhia, però fou capturat després d'un any de setge (1462/1463 o 1463/1464) i empresonat a la fortalesa d'Ikhtiar al-Din on va morir al cap d'un temps.